# Eucrostes pulchra
Eucrostes pulchra är en fjärilsart som beskrevs av Mario Mariani 1938. Eucrostes pulchra ingår i släktet Eucrostes och familjen mätare. Inga underarter finns listade i Catalogue of Life.